# 初野駅
初野駅（はつのえき）は、北海道中川郡美深町字富岡にあった北海道旅客鉄道（JR北海道）宗谷本線の駅である。事務管理コードは▲121825。駅番号はW55。

## 歴史

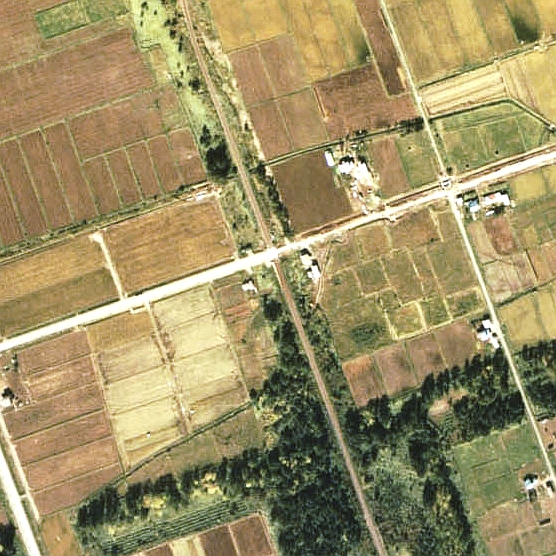
1977年の初野駅と周囲約500m範囲の状況。上が稚内方面。稚内側に十四線道の踏切。待合室は確認できない。

1947年（昭和22年）5月31日、斑渓・富岡地区住民を中心に、一部吉野・西里地区の住民も加えて、美深駅 - 紋穂内駅間への仮乗降場設置が運輸省や国鉄に陳情されたことが始まりとされる。
同年9月には地元関係集落による「初野乗降場設置促進期成会」も発足し、建設工事の資材や労力、待合所の建物は地域住民の負担によって提供し、1948年（昭和23年）6月に仮乗降場が設置され、1959年（昭和34年）11月1日には正規の駅に昇格した。
2019年（令和元年）にJR北海道が宗谷本線沿線自治体に、2018年までの過去5年の1日平均乗降人員が3名以下の駅の廃止か維持費用負担を求めた際、当駅の過去5年1日平均乗降人員は3人を越えていたため、特に存廃の議論は発生せず、翌々年の2021年（令和3年）3月に美深町内で利用僅少の3駅が廃止になった際にも当駅は存続した。
しかし、2020年（令和2年）以降は過去5年の1日平均乗降人員が3人を割っていたこともあり、2021年（令和3年）6月にはJR北海道から美深町に当駅の廃止が打診され、2024年（令和6年）3月に廃止となった。

### 年表
- 1948年（昭和23年）6月：運輸省の初野仮乗降場（局設定）として設置[5]。旅客のみ取扱い。
- 1949年（昭和24年）6月1日：公共企業体である日本国有鉄道に移管。
- 1959年（昭和34年）11月1日：駅に昇格[5][6]。旅客のみ取扱い。
- 1987年（昭和62年）4月1日：国鉄分割民営化により、北海道旅客鉄道（JR北海道）の駅となる。
- 1996年（平成8年）7月15日：プレハブの待合所（廃止時まで設置）が設置される[7][新聞 2]。
- 2021年（令和3年）6月：JR北海道から美深町に当駅の廃止が打診され、2023年（令和5年）7月までの回答が求められる[4]。
- 2023年（令和5年）
  - 6月17日：同日付の「北海道新聞」で、当駅の翌年春での廃止もしくは自治体管理移管へ向けて調整が進んでいる旨が報じられる[新聞 3][新聞 4]。
  - 7月：同月までに、当駅周辺の3つの自治会（吉野・斑渓・富岡）が当駅の廃止を容認する旨を美深町に伝える[新聞 5][新聞 6]。
- 2024年（令和6年）
  - 3月16日：利用者減少に伴い、同日のダイヤ改正に合わせ廃止[JR北 1][新聞 7][新聞 8]。
  - 9月上旬：ホームを撤去[新聞 9]。
  - 10月28日：美深町が所有していた待合室が公売にかけられる[2][新聞 9]。

### 駅名の由来
1973年（昭和48年）に国鉄北海道総局が発行した『北海道駅名の起源』では「部落名をそのまま駅名としたが、その由来については定かではない」としているが、この説は『美深町史』などにより否定されている。
命名は「初野乗降場設置促進期成会」が関係地区住民との協議で決定したとされているが、その詳細はつまびらかではない。

## 駅構造
稚内方面に向かって左側に木造板張りの簡易型単式ホーム1面1線を有した地上駅。稚内側に踏切があり、側にプレハブの待合所（幅 2.7 m 、奥行 1.85 m、美深町所有）を持っていた。無人駅。

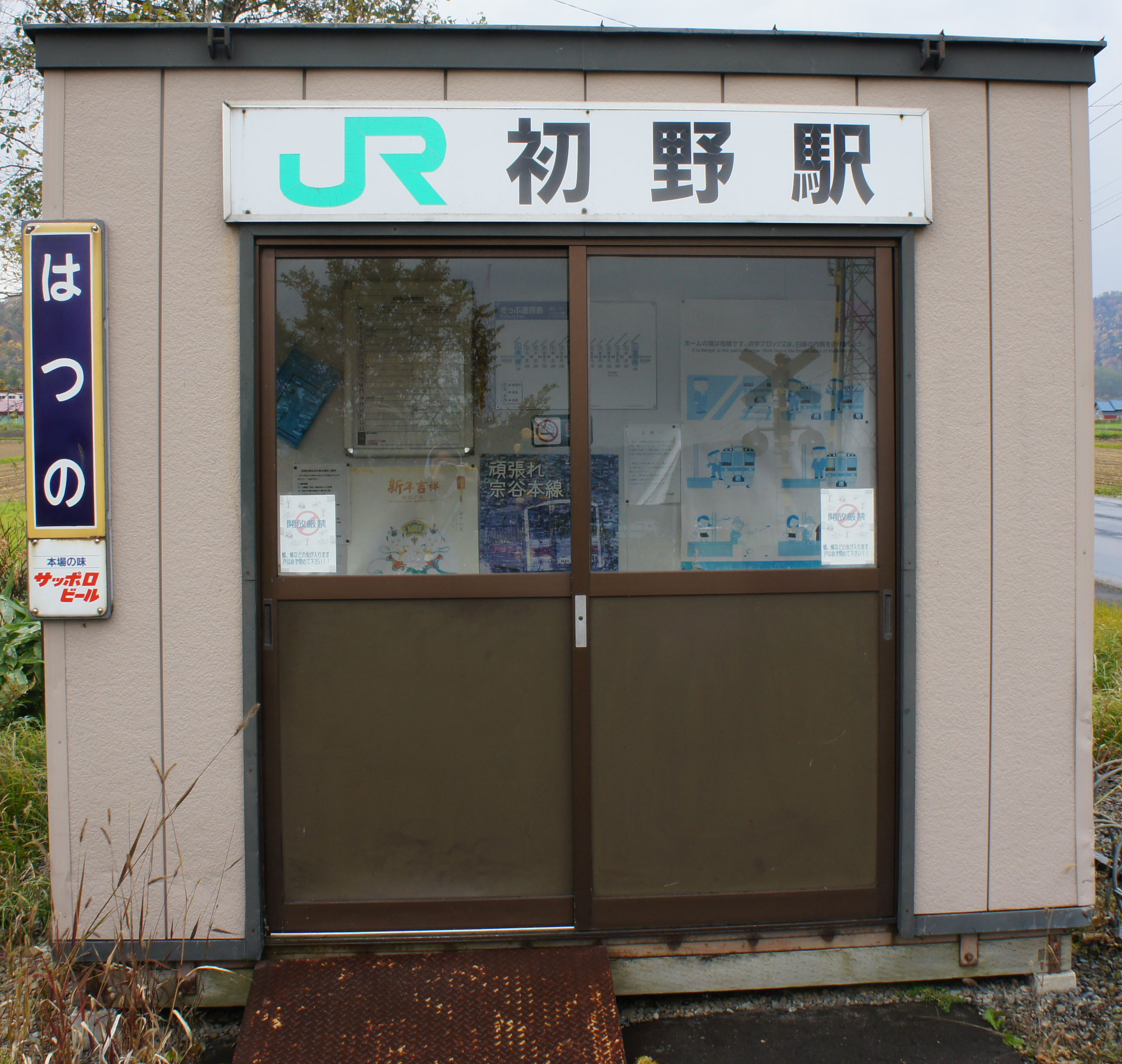
待合所（2017年10月）
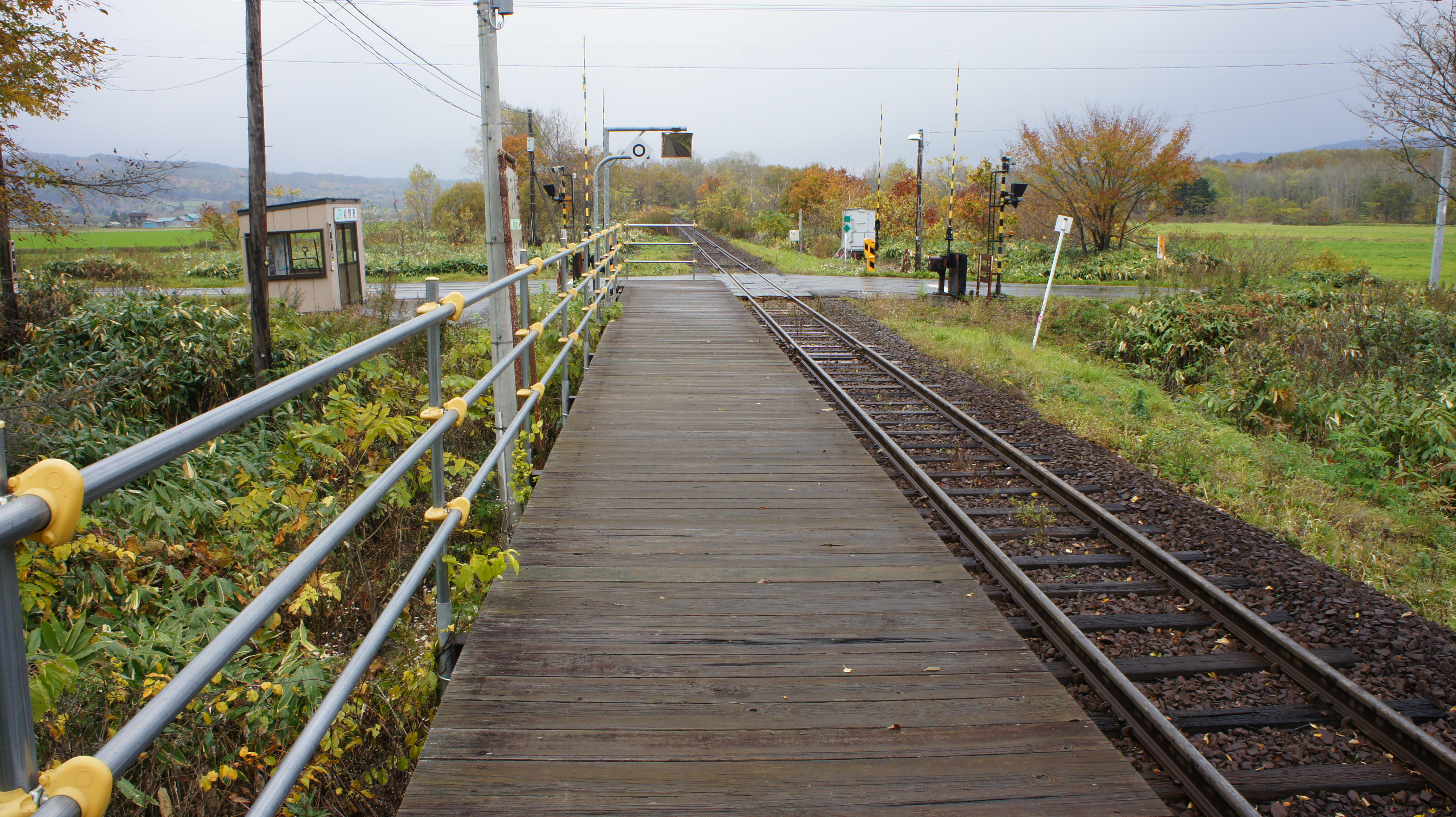
ホーム（2017年10月）
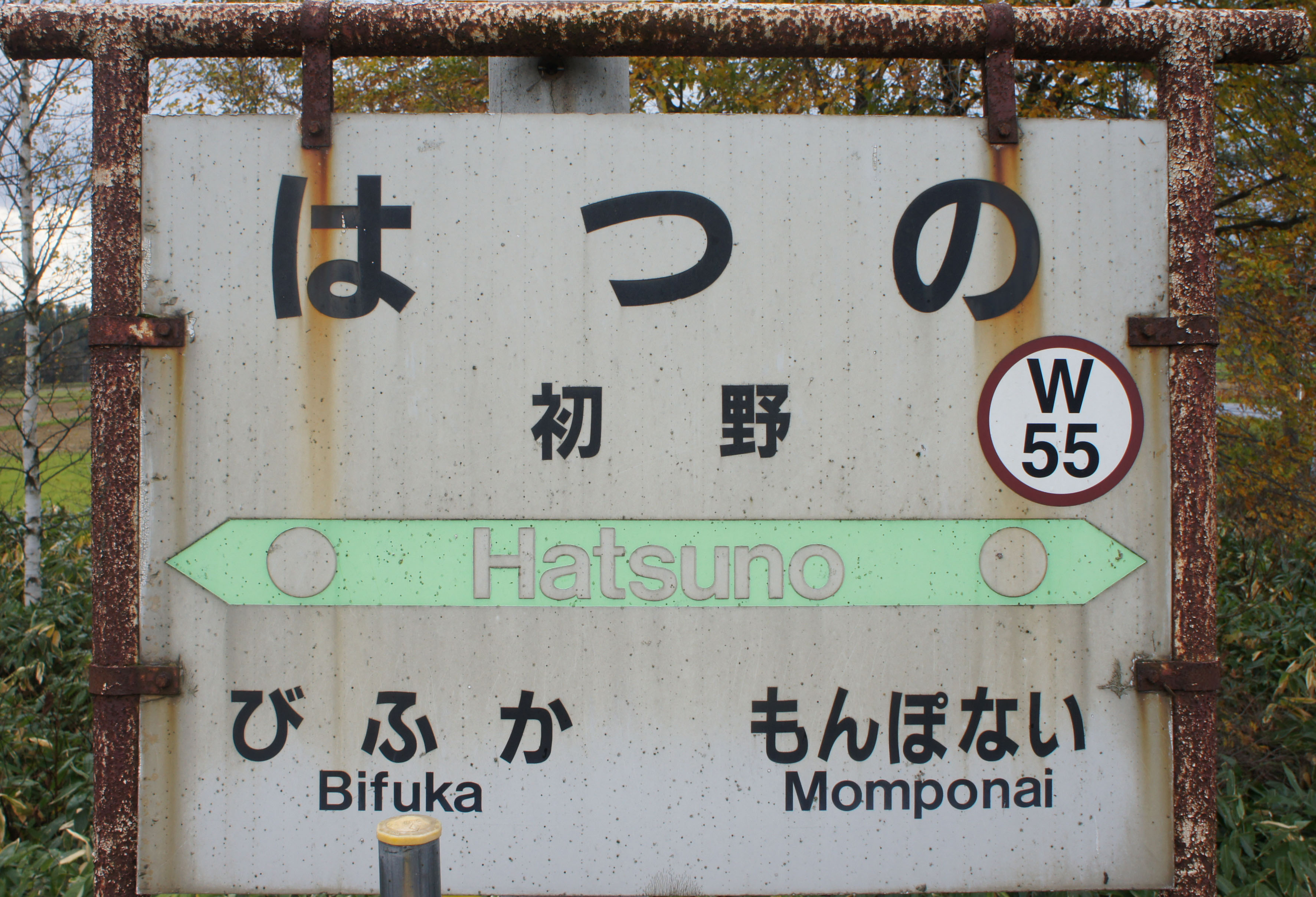
駅名標（2017年10月）

## 利用状況
乗車人員の推移は以下の通り。出典が「乗降人員」となっているものについては1/2とした値を括弧書きで1日平均乗車人員の欄に示し、備考欄で元の値を示す。
また、「JR調査」については、当該の年度を最終年とする過去5年間の各調査日における平均である。
| 年度               | 乗車人員（人） | 乗車人員（人） | 乗車人員（人） | 出典         | 備考                 |
| 年度               | 年間           | 1日平均        | JR調査         | 出典         | 備考                 |
| ------------------ | -------------- | -------------- | -------------- | ------------ | -------------------- |
| 1960年（昭和35年） | （28,850)      | (79.0)         |                | [ 10 ] [ 3 ] | 年間乗降客数57,700人 |
| 1978年（昭和53年） |                | 9.0            |                | [ 11 ]       |                      |
| 1992年（平成04年） |                | (92.0)         |                | [ 9 ]        | [ 注 2 ]             |
| 2015年（平成27年） |                |                | 「10名以下」   | [ JR北 3 ]   |                      |
| 2016年（平成28年） |                |                | 3.4            | [ JR北 4 ]   |                      |
| 2017年（平成29年） |                |                | 3.8            | [ JR北 5 ]   |                      |
| 2018年（平成30年） |                |                | 3.8            | [ JR北 2 ]   |                      |
| 2019年（令和元年） |                |                | 3.2            | [ JR北 6 ]   |                      |
| 2020年（令和02年） |                |                | 2.2            | [ JR北 7 ]   |                      |
| 2021年（令和03年） |                |                | 1.6            | [ JR北 8 ]   |                      |
| 2022年（令和04年） |                |                | 1.0            | [ JR北 9 ]   |                      |
| 2023年（令和05年） |                |                | 0.8            | [ JR北 10 ]  | 営業最終年度。       |

## 駅周辺
線路西側の富岡、東側の吉野・斑渓の3地区の境界に位置し、民家の点在する田園地帯。約300m西方に並行して走る国道を望む。
- 国道40号
- 名士バス「美深14線」停留所

## 隣の駅
北海道旅客鉄道（JR北海道）
■宗谷本線（当駅廃止時点）
美深駅 (W54) - 初野駅 (W55) - *紋穂内駅 (W56) - 恩根内駅 (W57)
*打消線は廃駅